# 대창모터스 다니고 3
대창모터스 다니고 3는 대창모터스에서 출시한 자동차이다.

## 1세대

### 다니고 밴(2021년 1월~현재)
2021년 1월 11일에 계약을 진행하는 0.6톤다니고밴 화물자동차이다.

## 경쟁 차량
- 한국GM - 다마스, 라보
- 르노 - 트위지
- 마스타전기차 - 밴
- 새안 - 위드
- 대창모터스 - 다니고
- 대진씨티앤티 - 이존, 이밴
- 쎄미시스코 - D2P
- 디피코 - HMT101